# Хунгер Утрехтский
Хунгер Утрехтский (Хунгер Фриз; нидерл. Hunger, лат. Hungerus Frisus; умер 22 декабря 866, Прюм) — епископ Утрехта (854—866). Святой, день памяти — 22 декабря.
Был епископом епархии Утрехта с 854 года до своей кончины. Из-за разрушительного вторжения норманнов он бежал в 857 году с некоторыми канонами в аббатство Прум близ Трира, куда король Лотайр II отправил его 2 января 858 года в монастырь Одиленберг в качестве резиденция. В 859-60 он посещал оба совета Тула и Туси. В 862 году он присутствовал на Синоде в Аахене. Здесь он сопротивлялся прелюбодейному, таким образом недействительному, браку Лотайра II с Вальдрадой с апостольской смелостью - он один с епископом Страсбургским Батальдом. Он отсутствовал в Совете Мец в 863 году из-за болезни. Он умер 22 декабря 866 года; старые источники не говорят, где.